# Yves Van Der Straeten
Yves Van Der Straeten, né le 18 janvier 1971 à Berlare en Belgique est un footballeur international belge qui joue au poste de gardien de but.

## Biographie
Yves Van Der Straeten évolue comme gardien de but au KRC Malines, avant d'être recruté par le Royal Antwerp FC en 1993 :  au Great Old, il est appelé en 1996 pour l'équipe nationale, mais ne joue pas de match officiel. Il rejoint alors les portugais du Club Sport Marítimo.
En 2000, il est transféré au K Lierse SK où il devient capitaine de l'équipe. Mais en 2006, il met un terme à sa carrière professionnelle à la suite d'une affaire de corruption touchant son club : des matches avaient été truqués lors de la saison 2004-2005 du championnat de Belgique.